# Rigósfürdő község
Rigósfürdő község Romániában, a bánsági Temes megyében. 1968-ban hozták létre; központja Rigósfürdő, beosztott falvai Buzád, Bükkhegy, Kisrékas, Saroltavár, Temeskomját.

## Fekvése
Temes megye északi határán helyezkedik el, erdős-dombos vidéken. Szomszédai délre Temesrékas város, Aga község, és Hidasliget község; északnyugatra Máslak község, északkeletre Arad megye. Távolsága a megyeszékhely Temesvártól 50 (légvonalban 35) kilométer.

## Népessége
1880-tól a községet alkotó falvak népessége az alábbiak szerint alakult:
| Lakosok száma | 2277 | 2713 | 2566 | 2416 | 1479 | 1053 | 578  | 460  | 448  |
|               | 1880 | 1900 | 1920 | 1941 | 1966 | 1977 | 1992 | 2011 | 2021 |

A 2011-es népszámlálás adatai alapján a község népessége 460 fő volt, melyből 423 vallotta magát románnak, 10 ukránnak, 4 magyarnak, és 3 németnek. Vallási hovatartozás szempontjából 423 ortodox, 6 katolikus, 4 baptista, 4 adventista, 4 Jehova tanúja.

## Története
A környék falvairól már a 15. század elején vannak említések (Buzádot 1415-ben, Bagdot és Rékást 1436-ban nevezik meg), de ezek a török hódoltság alatt elnéptelenedtek. 1771-ben, Mária Terézia idejében német telepesek alapították újra a falvakat, német neveket adva a korábban románok és szerbek lakta településeknek: Neuhof, Lichtenwald, Buchberg (Eduard Buchberg kancellár tiszteletére), Altringen, Charlottenburg (Johann von Clary und Aldringen bánsági tartományi elnök és felesége, Charlotta tiszteletére). A falvak telepítése Carl Samuel Neumann tiszt felügyeletével történt.
A 19–20. század folyamán felépültek a falvak templomai, iskolái; Bogdarigóson gyógyfürdő, Saroltaváron vadászterület létesült. Az 1919-es román hatalomátvétel után a falvak népessége – és különösen a németek száma – hanyatlani kezdett, a grófi birtokokat kisajátították. A második világháború után a németek egy részét deportálták, a hatalomra jutó kommunisták államosították a javakat (beleértve a bogdarigósi gyógyfürdőt is). A községet mai formájában 1968-ban hozták létre. Az 1980-as években a falvak felszámolását tervezték (helyükön farmokat akartak létrehozni), 1989 májusában feloszlatták Rigósfürdő községet (falvait Máslakhoz sorolták be), azonban a kommunizmus bukása megkímélte a környéket a rombolástól, a község pedig újraalakult.
A 21. század elején a megüresedett házakat gazdag temesváriak vásárolták fel hétvégi házak gyanánt.

## Leírása

### Falvai
| Román név      | Német név      | Magyar név  | Első említés | Korábbi / egyéb nevei    |
| -------------- | -------------- | ----------- | ------------ | ------------------------ |
| Altringen      | Altringen      | Kisrékas    | 1436         | Rékás, Waldsiedlungen    |
| Bogda          | Neuhof         | Rigósfürdő  | 1436         | Bagd, Bogdan, Bogdarigós |
| Buzad          | –              | Buzád       | 1415         | –                        |
| Charlottenburg | Charlottenburg | Saroltavár  | 1771         | Șarlota                  |
| Comeat         | Lichtenwald    | Temeskomját | 1547         | Komját                   |
| Sintar         | Buchberg       | Bükkhegy    | 1455         | Zenthi                   |

### Nevezetességei
- Saroltavár, az egyetlen körfalu(wd) Romániában és a Bánságban. A romániai műemlékek jegyzékében TM-II-s-A-06198 sorszámon szerepel.[8]
- Az elhagyatott és elpusztult rigósi gyógyfürdő (később ifjúsági tábor) és Mária-kegyhely.[9]
- Környéke hagyományosan kedvelt kirándulóvidék.[10]